# 424
424 је била преступна година.

## Догађаји
- 22. април – Флавије Антемије Исидор постаје нови преторијански префект Илирика, који обухвата већи део Грчке и Србије, преузимајући дужност у главном граду Сирмијуму (сада Сремска Митровица у Србији).
- 23. октобар – Цар Теодосије II именује свог рођака Валентинијана III, старог 5 година, за царску титулу нобилисимус Цесар („најплеменитији“) Западног римског царства. Валентинијан је верен за Теодосијеву рођену ћерку Ликинију Евдоксију, која има само 2 године.
- Римски узурпатор Јован шаље Флавија Аеција, гувернера палате, код Хуна да затражи њихову помоћ. После преговора, враћа се у Италију са великим снагама.
- Зима – Римска војска под командом Ардабурија напушта Солун и креће ка северној Италији, где прави базу у Аквилеји.
- 7. јул – (Јинг'пинг ера, 2. година, 5. месец) Императора Шаоа из кинеске династије Лиу Сонг, смењују министри владе Сју Сјанџи и Фу Лианг, који постављају његовог млађег брата принца Лиу Јилонга за новог цара.
- 4. август – (Јинг'пинг ера, 2. година, 6. месец) Бивши кинески цар Шао, прогнан у Суџоуис је убијен.
- Црква Истока се проглашава независном, под Католикосом Источног Дадиша.

## Смрти
- Свети мученик Венијамин - ранохришћански светитељ и мученик